# Vrtača (Podbelščica)
Vrtača (Podbelščica) v Podbelščici, v Karavankah, je manjša ravnica (psevdovrtača) na nadmorski višini približno 1270 m, približno 200 m severno od Olipove planine, približno 130 m nad izvirom Čikla, tik ob vzhodnem robu fosilnega plaza Čikla, ob vzhodnem robu nasutja grušča od hudournika z Belščice, nad gozdno cesto, ki vodi naprej do Polevca in do planine Stamare.  Vrtača je bila nekdaj del stare Olipove planine, ki je ležala v dolini za nekdanjim hribom Čikla in je segala do skalnega praga pred planino Stamare. Takrat ime Vrtača še ni bilo v rabi. Do Vrtače je nekdaj vodila pomembna pot, zahodni krak Rudne poti. Ta pot je vodila še naprej do planine Stamare. Nekdaj pa naj bi tod potekala zgornja karavanska pot (najdbe !). Ker je nekdanji hrib Čikla vodam z Belščice preprečeval normalno odtekanje v dolino, je voda tekla po dnu omenjene doline in si tu v grušč izvrtala vrtačo, ponikovalnik. Ob večjih količinah  vode je tu nastajalo manjše jezero. V času intenzivnega rudarjenja so bili malo nad Vrtačo rudniški rovi, naj bi bili trije pari (?) rovov (rudniki železove rude Olipova planina). Ohranjen je le en slabo ohranjen vhod v rudnik. Ljudsko izročilo omenja, da so se rudarji v enem od teh rudniških jaškov prebili do velikega podzemnega jezera. Rudarjenje pa je obsegalo zelo raznovrstna opravila. Z rudniškim odvalom (jalovino) so delno zasuli površine ponikovalnika, saj je bilo vode z Belščice takrat že zelo malo. Na nasuti površini so v Vrtači kuhali oglje, ki so ga potrebovali za praženje rude. Rudo pa naj bi pražili nekje ob poti v dolino, verjetno tam, kjer je bila tudi voda (Urbas). Rudo so kopali v »rudonosnih« plasteh ob Košutinem prelomu. To naj bi bil eden od najdlje delujočih rudnikov (?), zaprli naj bi ga šele leta 1906 (?).